# 1985 en animation asiatique
Voir aussi: 1985 au cinéma - 1985 à la télévision
1984 en animation asiatique - 1985 en animation asiatique - 1986 en animation asiatique

## Principales diffusions au Japon

### Séries télévisées
- 2 février : Dengeki Sentai Changeman
- 2 mars : Mobile Suit Zeta Gundam